# Xanthia japonago
Xanthia japonago là một loài bướm đêm trong họ Noctuidae.